# Olav Kjelbotn
Olav Kornelius Kjelbotn (ur. 5 października 1898 w Fosnes, zm. 17 maja 1966 w Namsos) – norweski biegacz narciarski, brązowy medalista mistrzostw świata.

## Kariera
Uczestniczył w zawodach w późnych latach 20. XX wieku. Igrzyska olimpijskie w Sankt Moritz w 1928 roku były pierwszymi i zarazem ostatnimi w jego karierze. W swoim jedynym starcie, w biegu na 50 km techniką klasyczną zajął czwarte miejsce, przegrywając walkę o brązowy medal z Volgerem Anderssonem ze Szwecji.
W 1926 roku wystartował na mistrzostwach świata w Lahti zdobywając brązowy medal w biegu na 50 km stylem klasycznym. Wyprzedzili go jedynie dwaj Finowie: zwycięzca Matti Raivio oraz drugi na mecie Tauno Lappalainen.
Kjelbotn był mistrzem Norwegii w biegu na 30 km w 1924 roku, a w 1926 roku zwyciężył w biegu na 50 km podczas Holmenkollen ski festival. W 1933 roku uczestniczył w norweskiej wyprawie na Antarktykę.

## Osiągnięcia

### Igrzyska olimpijskie
| Miejsce | Dzień     | Rok  | Miejscowość  | Konkurencja             | Wynik   | Strata | Zwycięzca        |
| ------- | --------- | ---- | ------------ | ----------------------- | ------- | ------ | ---------------- |
| 4.      | 14 lutego | 1928 | Sankt Moritz | 50 km stylem klasycznym | 4:52:03 | +22:19 | Per-Erik Hedlund |

### Mistrzostwa świata
| Miejsce | Dzień    | Rok  | Miejscowość | Konkurencja             | Czas biegu | Strata | Zwycięzca    |
| ------- | -------- | ---- | ----------- | ----------------------- | ---------- | ------ | ------------ |
| 7.      | 4 lutego | 1926 | Lahti       | 30 km stylem klasycznym | 2:20:55    | +15:00 | Matti Raivio |
| 2.      | 6 lutego | 1926 | Lahti       | 50 km stylem klasycznym | 4:18:18    | +8:29  | Matti Raivio |